# Incentro

Un triángulo y su incentro I. Las líneas rojas son las bisectrices de los tres ángulos internos.

Incentro I

El Incentro de un triángulo (marcado con la letra I en el gráfico) es el punto en el que se cortan las tres bisectrices de sus ángulos internos. Equidista de los tres lados, y por lo tanto, es el centro de la circunferencia inscrita en el triángulo, tangente a sus tres lados.
Junto con el centroide (o baricentro) , circuncentro y ortocentro, es uno de los cuatro puntos notables del triángulo conocidos por los antiguos griegos, y el único que no se sitúa sobre la recta de Euler.

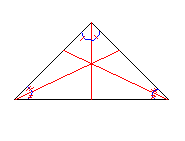

En la Enciclopedia de los Centros del Triángulo (obra del matemático estadounidense Clark Kimberling) es designado X(1) como la primera entrada de la lista de centros. Es el elemento identidad del grupo multiplicativo de los centros del triángulo.
Para polígonos con más de tres lados, el incentro solo existe en polígonos tangenciales -es decir, aquellos que tienen una circunferencia inscrita que es tangente a todos los lados del polígono. En este caso, el incentro es el centro de esta circunferencia y es equidistante de todos los lados.

## Coordenadas cartesianas
Se pueden deducir las coordenadas cartesianas del incentro a partir de las coordenadas de los tres vértices del triángulo A, B y C. Si los vértices tienen por coordenadas {\displaystyle (x_{a},y_{a})\,}, {\displaystyle (x_{b},y_{b})\,}, y {\displaystyle (x_{c},y_{c})\,}, y los respectivos lados opuestos tienen longitudes {\displaystyle a\,}, {\displaystyle b\,}, y {\displaystyle c\,}, el incentro tendrá por coordenadas {\displaystyle (x_{I},y_{I})\,}:

{\displaystyle (x_{I},y_{I})={\frac {a(x_{a},y_{a})+b(x_{b},y_{b})+c(x_{c},y_{c})}{a+b+c}}={\bigg (}{\frac {ax_{a}+bx_{b}+cx_{c}}{a+b+c}},{\frac {ay_{a}+by_{b}+cy_{c}}{a+b+c}}{\bigg )}}
| Demostración |
| En efecto, - Por el teorema de la bisectriz, aplicado a las bisectrices de los ángulos {\displaystyle {\widehat {A}}} y {\displaystyle {\widehat {B}}}, se tiene que {\displaystyle {\dfrac {c}{b}}={\dfrac {BP}{PC}}={\dfrac {BP}{BC-BP}}={\dfrac {BP}{a-BP}},} {\displaystyle {\dfrac {c}{a}}={\dfrac {AQ}{QC}}={\dfrac {AQ}{AC-AQ}}={\dfrac {AQ}{b-AQ}}} resultando {\displaystyle BP={\dfrac {ac}{b+c}},\qquad AQ={\dfrac {bc}{a+c}}} - Sean los vectores {\displaystyle {\overrightarrow {BP}}} y {\displaystyle {\overrightarrow {AQ}}} Entonces: {\displaystyle {\overrightarrow {BP}}={\dfrac {BP}{BC}}\,{\overrightarrow {BC}}={\dfrac {BP}{a}}\,{\overrightarrow {BC}}={\dfrac {c}{b+c}}\,{\overrightarrow {BC}},\qquad {\overrightarrow {AQ}}={\dfrac {AQ}{AC}}\,{\overrightarrow {AC}}={\dfrac {AQ}{b}}\,{\overrightarrow {AC}}={\dfrac {c}{a+c}}\,{\overrightarrow {AC}}} - Para los vectores {\displaystyle {\overrightarrow {AI}}} y {\displaystyle {\overrightarrow {BI}}} existen los números reales {\displaystyle \lambda } y {\displaystyle \mu } con {\displaystyle {\overrightarrow {AI}}=\lambda {\overrightarrow {AP}}} y {\displaystyle {\overrightarrow {BI}}=\mu {\overrightarrow {BQ}}}. Entonces, expresando el vector {\displaystyle {\overrightarrow {AI}}} de estas dos formas, {\displaystyle {\overrightarrow {AI}}=\lambda {\overrightarrow {AP}}} y {\displaystyle {\overrightarrow {AI}}={\overrightarrow {AB}}+{\overrightarrow {BI}}}, se tiene que: {\displaystyle \left\{{\begin{array}{lcl}{\overrightarrow {AI}}&=&\lambda {\overrightarrow {AP}}=\lambda \left({\overrightarrow {AB}}+{\overrightarrow {BP}}\right)=\lambda \left({\overrightarrow {AB}}+{\dfrac {c}{b+c}}\,{\overrightarrow {BC}}\right)=\lambda {\overrightarrow {AB}}+{\dfrac {\lambda c}{b+c}}\,{\overrightarrow {BC}}\\{\overrightarrow {AI}}&=&{\overrightarrow {AB}}+{\overrightarrow {BI}}={\overrightarrow {AB}}+\mu {\overrightarrow {BQ}}={\overrightarrow {AB}}+\mu \left({\overrightarrow {BA}}+{\overrightarrow {AQ}}\right)={\overrightarrow {AB}}+\mu \left({\overrightarrow {BA}}+{\dfrac {c}{a+c}}\,{\overrightarrow {AC}}\right)=\\&=&{\overrightarrow {AB}}+\mu \left({\overrightarrow {BA}}+{\dfrac {c}{a+c}}\,\left({\overrightarrow {AB}}+{\overrightarrow {BC}}\right)\right)=\left(1-\mu +{\dfrac {\mu c}{a+c}}\right){\overrightarrow {AB}}+{\dfrac {\mu c}{a+c}}\,{\overrightarrow {BC}}\end{array}}\right.} - Ahora, dada la independencia lineal de los vectores {\displaystyle {\overrightarrow {AB}}} y {\displaystyle {\overrightarrow {BC}}} entonces: {\displaystyle \left\{{\begin{array}{rcl}\lambda &=&1-\mu +{\dfrac {\mu c}{a+c}}\\{\dfrac {\lambda c}{b+c}}&=&{\dfrac {\mu c}{a+c}}\end{array}}\right.} - El sistema anterior, que es un sistema lineal, tiene las soluciones {\displaystyle \lambda ={\dfrac {b+c}{a+b+c}}\qquad \mu ={\dfrac {a+c}{a+b+c}}} - Finalmente, {\displaystyle {\begin{array}{rcl}{\overrightarrow {I}}&=&{\overrightarrow {A}}+{\overrightarrow {AI}}={\overrightarrow {A}}+\lambda {\overrightarrow {AB}}+{\dfrac {\lambda c}{b+c}}\,{\overrightarrow {BC}}={\overrightarrow {A}}+\lambda \left({\overrightarrow {B}}-{\overrightarrow {A}}\right)+{\dfrac {\lambda c}{b+c}}\,\left({\overrightarrow {C}}-{\overrightarrow {B}}\right)=\\&=&{\overrightarrow {A}}+{\dfrac {b+c}{a+b+c}}\left({\overrightarrow {B}}-{\overrightarrow {A}}\right)+{\dfrac {c}{a+b+c}}\,\left({\overrightarrow {C}}-{\overrightarrow {B}}\right)=\\&=&{\dfrac {a}{a+b+c}}\,{\vec {A}}+{\dfrac {b}{a+b+c}}\,{\vec {B}}+{\dfrac {c}{a+b+c}}\,{\vec {C}}\end{array}}} |

## Coordenadas trilineales
Las coordenadas trilineales del incentro son
{\displaystyle 1:1:1}
La colección de centros del triángulo presenta estructura de grupo cuando se expresan sus coordenadas en el sistema trilineal respecto a la operación producto. En este grupo, el incentro es el elemento identidad.

## Coordenadas baricéntricas
Las coordenadas baricéntricas del incentro son
{\displaystyle \ a:b:c}
donde {\displaystyle a}, {\displaystyle b}, y {\displaystyle c} son las longitudes de los lados del triángulo, o de forma equivalente (utilizando el teorema de los senos) se pueden definir como
{\displaystyle \operatorname {sen}(A):\operatorname {sen}(B):\operatorname {sen}(C)}
donde {\displaystyle A}, {\displaystyle B}, y {\displaystyle C} son los ángulos de los tres vértices del triángulo.
| 1  | 2  | 3  | 4  |
| -- | -- | -- | -- |
| 5  | 6  | 7  | 8  |
| 9  | 10 | 11 | 12 |
| 13 | 14 | 15 | 16 |

## Propiedades del incentro

### Distancias a los vértices
Denominando al incentro del triángulo ABC como I, las distancias desde el incentro a los vértices, de acuerdo con las longitudes de los lados, obedecen a la ecuación
{\displaystyle {\frac {IA\cdot IA}{CA\cdot AB}}+{\frac {IB\cdot IB}{AB\cdot BC}}+{\frac {IC\cdot IC}{BC\cdot CA}}=1}
Adicionalmente,
{\displaystyle IA\cdot IB\cdot IC=4Rr^{2}}
donde R y r son los radios de las circunferencias circunscrita e inscrita respectivamente.
Distancia al vértice A.
1. Conociendo el ángulo A y el radio r
{\displaystyle d(I,A)=r\cdot csc{\frac {A}{2}}} → (1), r radio de la circunferencia inscrita.
2. Conociendo los tres lados.
{\displaystyle d(I,A)={\sqrt {\frac {bc(p-a)}{p}}}}  donde a, b y c son las longitudes de los lados y {\displaystyle p={\frac {a+b+c}{2}}} es el semiperímetro.
Para deducir esta fórmula cíclica, se iguala pr con la fórmula de Herón. Se despeja cos A de la fórmula que brinda la ley de los cosenos y se halla el sen de A/2, también el cosecante de A/2. Se reemplaza r y csc A/2 en la fórmula anterior (1).

### Otros centros
La distancia entre el incentro y el centroide es menor que una tercera parte de la longitud de la mediana más larga del triángulo.
De acuerdo con el Teorema geométrico de Euler, la distancia entre el incentro I y el circuncentro O elevada al cuadrado, viene dada por
{\displaystyle OI^{2}=R(R-2r),}
donde R y r son el circunradio y el inradio respectivamente; en consecuencia, el circunradio es al menos dos veces el inradio (siendo exactamente el doble únicamente en el caso del triángulo equilátero: p. 198 ).
La distancia desde el incentro al centro N de la circunferencia de los nueve puntos es
{\displaystyle IN={\frac {1}{2}}(R-2r)<{\frac {1}{2}}R}
La distancia al cuadrado entre el incentro y el ortocentro H es
{\displaystyle IH^{2}=2r^{2}-4R^{2}\cos A\cos B\cos C}
Existen inecuaciones que afirman que:
{\displaystyle IG<HG,\quad IH<HG,\quad IG<IO,\quad 2IN<IO}
El incentro es el punto de Nagel del triángulo medial (el triángulo cuyos vértices son los puntos medios de los lados) y se halla situado en el interior de este triángulo. Recíprocamente, el punto de Nagel de cualquier triángulo es el incentro de su triángulo anticomplementario.
El incentro se localiza en el interior de un disco cuyo diámetro une el centroide G y el ortocentro H (el disco ortocentroidal), pero no puede coincidir con el centro de los nueve puntos, cuya posición es fija a 1/4 a lo largo del diámetro (más cercano a G). Ningún otro punto dentro del disco ortocentroidal es el incentro de alguno de los triángulos singulares.

### Recta de Euler
La recta de Euler de un triángulo pasa a través de su circuncentro, su centroide, y su ortocentro, además de por otros puntos notables.
El incentro generalmente no pertenece a la recta de Euler; salvo para los triángulos isósceles, en cuyo caso la recta de Euler coincide con el eje de simetría del triángulo y contiene todos sus centros.
Denominando a la distancia desde el incentro a la recta de Euler d; a la longitud de la mayor mediana v; a la longitud del mayor lado del triángulo u; al circunradio R; a la longitud del segmento de la recta de Euler desde el ortocentro hasta el circuncentro e; y al semiperímetro s; se tienen las inecuaciones siguientes:
{\displaystyle {\frac {d}{s}}<{\frac {d}{u}}<{\frac {d}{v}}<{\frac {1}{3}}}
{\displaystyle d<{\frac {1}{3}}e}
{\displaystyle d<{\frac {1}{2}}R}

### Divisiones de área y de perímetro
Cualquier recta que divida un triángulo en dos partes de igual área e igual perímetro (ambas condiciones se dan simultáneamente), pasa por su incentro. Puede haber una, dos o tres de estas líneas para cualquier triángulo dado.

### Distancia relativa de los puntos de una bisectriz
Sea X un punto de la bisectriz del ángulo A. Entonces, cuando X = I (el incentro) se maximiza o minimiza el cociente  {\displaystyle {\tfrac {BX}{CX}}} a lo largo de la bisectriz.